# الجبيل (مصر)
قرية الجبيل هي إحدى القرى التابعة لمركز الطور في محافظة جنوب سيناء في جمهورية مصر العربية. حسب إحصاءات سنة 2018، بلغ إجمالي السكان في الجبيل 3,399 نسمة، منهم 1,714 رجل و 1,685 إمرأة.